# Capasa pachiaria
Capasa pachiaria är en fjärilsart som beskrevs av Walker 1860. Capasa pachiaria ingår i släktet Capasa och familjen mätare. Inga underarter finns listade i Catalogue of Life.